# 자야한다
"자야한다"(I Need Some Sleep)는 한국에서 제작된 김주리 감독의 2007년 영화이다. 정보훈 등이 주연으로 출연하였다.

## 출연

### 주연
- 정보훈

### 조연
- 이호영
- 김태연
- 송유현
- 길해연

## 기타
- 조명: 김태수
- 조명: 김지열
- 조명: 김수정
- 조감독: 남보경
- 동시녹음: 이섭
- 음향: 김윤경
- 미술: 박보미
- 미술: 문현미